# Anissa Jones

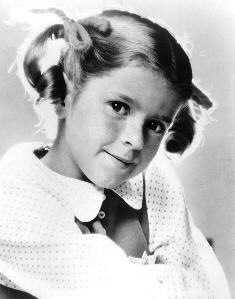
Anissa Jones (1970)

Mary Anissa Jones (* 11. März 1958 in West Lafayette, Indiana, USA; † 28. August 1976 in Oceanside, Kalifornien, USA) war eine US-amerikanische Filmschauspielerin. Sie starb im Alter von 18 Jahren an einer Drogenüberdosis.

## Leben
Anissa – der Name stammt aus dem Arabischen und bedeutet „gute Freundin“ – wuchs im kalifornischen Playa Del Rey auf und besuchte die Paseo Del Rey Grammar School, die Orville Wright Junior High School und zuletzt die Westchester High School.
1966 wurde sie für eine der Hauptrollen in der Fernsehserie Lieber Onkel Bill entdeckt. Den Charakter der Elizabeth „Buffy“ Patterson-Davis sollte Jones bis 1971 verkörpern.
Nach einer Nebenrolle in Immer Ärger mit den Mädchen (1969) an der Seite von Elvis Presley bewarb sie sich für die Rolle der Regan in Der Exorzist (1973), wurde jedoch von der jüngeren Linda Blair ausgestochen.
Kurz darauf begann sie, in einem Donutladen in Playa Del Rey zu arbeiten und kam vermehrt in Kontakt mit Drogen.
Am 28. August 1976 setzte sie sich nach einer Partynacht im Haus ihres Freundes den sogenannten Goldenen Schuss. Der Gerichtsmediziner des San Diego County stellte in ihrem Blut eine tödliche Kombination aus Kokain, Phencyclidin, Methadon und Phenobarbital fest. Seinen Angaben nach war es der schlimmste Drogenmissbrauch, den er je gesehen habe. Bis heute ist nicht sicher, ob Anissa Jones unbeabsichtigt an den Drogen verstorben ist oder Suizid begangen hat.
Ihr Leichnam wurde eingeäschert und die Asche am 1. September 1976 in den Pazifik gestreut.
The Diodes, eine kanadische Musikband, widmete Jones den Song Child Star, der auch als Single erschien.
Im Jahr 1984, acht Jahre nach ihrem Tod, verstarb auch Jones’ jüngerer Bruder Paul an einer Überdosis Drogen.